# سدیم تری‌استوکسی‌بوروهیدرید
سدیم تری‌استوکسی‌بوروهیدرید،(به انگلیسی: Sodium triacetoxyborohydride) که با نام سدیم تری‌استوکسی‌هیدروبورات(به انگلیسی: sodium triacetoxyhydroborate) و به صورت مخفف STAB نیز شناخته می‌شود، یک ترکیب شیمیایی با فرمول شیمیایی Na(CH3COO)3BH است. مانند دیگر بوروهیدریدها از این ماده به عنوان یک ماده کاهنده در سنتز ترکیبات آلی استفاده می‌شود . این نمک بی رنگ با پروتون‌کافت سدیم بوروهیدرید با استیک اسید تهیه می‌شود:
NaBH 4 + 3 HO 2 CCH 3 → NaBH (O 2 CCH 3 ) 3 + 3 H 2